# 今垣光太郎
今垣 光太郎（いまがき こうたろう、1969年9月18日 - ）は、日本のボートレーサー。
登録番号3388、福井支部所属。同期には滝沢芳行などがいる。座右の銘は「平常心」。石川県能美市在住。
これまでにSG競走で優勝9回を数え、さらにボートレースのオールスター戦SGである笹川賞競走では2002年・2004年・2005年と3回に渡りファン投票1位になるなど、人気・実力を兼ね備えたスター選手として活動している。

## 人物
石川県加賀市にて誕生。
父・今垣武志もボートレーサー（36期・登録2664号：2007年現役引退）で、その影響も大きく、高校在学中に競艇選手の養成機関であった山梨県の本栖研修所の入所試験を受験。63期生として入所を果たした。

## 選手経歴
1988年9月30日に選手登録、同年11月に福井県三国競艇場にてデビュー。
1999年3月22日、児島SG第34回総理大臣杯競走でSG初優出、6号艇で1Mを差し抜け優勝。勢いそのままに11月の平和島第2回競艇王チャレンジカップでも6号艇で優勝。この年、一躍トップクラスの選手の仲間入りを果たした。
2002年6月、宮島第12回グランドチャンピオン決定戦で優勝（西島義則らのFによる恵まれ）。8月には初のナイターSG開催となった蒲郡第50回モーターボート記念で優勝。
2004年8月、蒲郡SG第52回モーターボート記念で再び優勝。しかし10月の高松宮記念特別競走の優勝戦でフライング）、当時の規定によりG1競走3カ月の除外を受ける。これにより2005年前半には主に一般戦回りとなったが、この期間で8回優勝し、翌2006年総理大臣杯競走は一般戦9回優勝で出場した。
2006年には、第9回競艇王チャレンジカップの準優勝戦においてフライングをしたため、賞金王シリーズ戦を含め4大会のSGとフライング休み明けから3ヶ月間、G1の出場ができなくなった（当時の規定）。
2008年の蒲郡第13回オーシャンカップで優勝戦に進出（6着）、その後若松第56回モーターボート記念で優勝し、4年ぶりにSGタイトルホルダーに返り咲くとともに、野中和夫（1974年・1979年・1985年）と並び、当該競走における最多覇者となった。モーターボート記念競走直後の丸亀第55回全日本選手権においても優勝戦に進出した（6着）。
2009年は、3月の総理大臣杯競走と5月の笹川賞競走の準優勝戦の違反で2度の賞典除外を受けてしまうが、この逆境を乗り越えて6月の戸田第19回グランドチャンピオン決定戦で優勝した。
2010年7月17日、丸亀競艇場のオーシャンカップ競走第4日目第6レースで通算1500勝を達成した（通算298人目）。11月、唐津第13回競艇王チャレンジカップでイン逃げを決め、8度目のSG優勝。
2013年前期級別審査は事故率超過（0.70以上）で初めてB2級に転落をしたが、SGは級別不問の総理大臣杯競走は出場をした。その後の後期級別審査にてA1に復帰。
2014年5月27日からボートレース福岡で開催された第41回ボートレースオールスターでSG戦線に復帰し最終日優勝戦に進出。優勝戦3着。
2016年3月26日からボートレース尼崎開催された一般戦「サンケイスポーツ旗争奪戦 第47回尼崎選手権」に於いて優勝し全24場のボートレース場で優勝を果たし、通算15人目の24場制覇を達成している。
12月3日、ボートレース児島で開催されたG1「開設64周年記念 児島キングカップ」の初日第8Rで3コースからまくりを決めて通算2000勝を達成した（通算108人目）。
12月20日からボートレース住之江で開催されたSG「第31回グランプリシリーズ」6日目（最終日）第11Rに勝利し、9回目のSG優勝を飾る。
2018年5月7日、ボートレース三国で開催されたGW三国ボートフェスタにて通算100優勝を達成した。
2019年7月29日、ボートレース浜名湖で開催された G2「第1回全国ボートレース甲子園」を4コースからカド捲りで優勝し、初代王者に名を刻んでいる。
2021年8月29日、ボートレース蒲郡で開催された SG「第67回ボートレースメモリアル」6日目（最終日）第10Rに勝利し、史上4人目となる生涯獲得賞金25億円超えとなった。
2023年11月12日、ボートレース大村で開催されたG1「開設71周年記念 海の王者決定戦」2日目11レースにおいて勝利し、通算2500勝を達成。

## 優勝歴

### SG競走
- 1999年3月 第34回総理大臣杯競走（児島競艇場）決まり手：まくり差し
- 1999年11月 第2回競艇王チャレンジカップ競走（平和島競艇場）決まり手：差し
- 2002年6月 第12回グランドチャンピオン決定戦競走（宮島競艇場）決まり手：恵まれ
- 2002年9月 第48回モーターボート記念競走（蒲郡競艇場、ナイター開催）決まり手：逃げ※初代SGナイターキング
- 2004年8月 第50回モーターボート記念競走（蒲郡競艇場、ナイター開催）決まり手：抜き
- 2008年8月 第54回モーターボート記念競走（若松競艇場、ナイター開催）決まり手：まくり差し
- 2009年6月 第19回グランドチャンピオン決定戦競走（戸田競艇場）決まり手：捲り
- 2010年11月 第13回競艇王チャレンジカップ競走（唐津競艇場）決まり手：逃げ
- 2016年12月 第31回賞金王シリーズ（住之江競艇場）決まり手:逃げ

### GI競走
- 1996年12月 周年記念競走（下関競艇場）
- 1997年2月 近畿地区選手権競走（三国競艇場）
- 1997年7月 周年記念競走（徳山競艇場）
- 1998年9月 周年記念競走（びわこ競艇場）
- 1999年9月 高松宮記念特別競走（住之江競艇場）
- 2001年2月 近畿地区選手権競走（三国競艇場）
- 2001年7月 周年記念競走（常滑競艇場）
- 2001年9月 ダイヤモンドカップ競走（住之江競艇場）
- 2001年9月 周年記念競走（蒲郡競艇場）
- 2001年12月 モーターボート大賞競走（三国競艇場、当時GI）
- 2002年5月 周年記念競走（びわこ競艇場）
- 2002年6月 周年記念競走（江戸川競艇場）
- 2002年7月 周年記念競走（浜名湖競艇場）
- 2003年9月 周年記念競走（丸亀競艇場）
- 2004年9月 周年記念競走（大村競艇場）
- 2006年3月 周年記念競走（三国競艇場）
- 2006年9月 周年記念競走（福岡競艇場）
- 2009年6月 モーターボート大賞競走（三国競艇場、当時GI）
- 2009年7月 周年記念競走（徳山競艇場）
- 2010年4月 周年記念競走（大村競艇場）
- 2011年7月 周年記念競走（三国競艇場）
- 2012年1月 全日本王者決定戦（唐津競艇場）
- 2012年2月 宮島チャンピオンカップ（宮島競艇場）
- 2014年11月 福岡チャンピオンカップ（福岡競艇場）
- 2015年1月 宮島チャンピオンカップ（宮島競艇場）
- 2015年3月 北陸艇王決戦（三国競艇場）
- 2016年3月 全日本王座決定戦（芦屋競艇場）
- 2017年2月 近畿地区選手権競走（三国競艇場）
- 2019年4月 プレミアムG1名人戦競走（宮島競艇場）
- 2022年11月 周年記念競走（浜名湖競艇場）

### GII競走
- 2010年3月 結核予防事業協賛・第53回秩父宮妃記念杯（びわこ競艇場・当時は総理杯、オーシャンカップは対象外）
- 2012年3月 モーターボート大賞競走（徳山競艇場）
- 2019年7月 第1回ボートレース甲子園（浜名湖競艇場）
- 2021年10月 モーターボート大賞競走（津競艇場）

### 一般戦・GIII競走
一般戦・GIII競走の優勝は合わせて73回。

### 全グレード
2018年5月7日地元三国競艇場にて行われたGW三国ボートフェスタで通算100回目の優勝を果たした。
通算優勝回数は112回（2022年11月時点）。